# 庭瀬町
庭瀬町（にわせちょう）は、岡山県吉備郡にあった町。現在の岡山市北区の一部にあたる。

## 地理
足守川の下流域に位置していた。

## 歴史
- 1889年（明治22年）6月1日、町村制の施行により、賀陽郡平野村、延友村、東花尻村、西花尻村、庭瀬村、川入村が合併して村制施行し、庭瀬村が発足[1][2]。旧村名を継承した平野、延友、東花尻、西花尻、庭瀬、川入の6大字を編成[2]。
- 1900年（明治33年）4月1日、郡の統合により吉備郡に所属[1][2]。
- 1901年（明治34年）2月6日、町制施行し庭瀬町となる[1][2]。
- 1937年（昭和12年）5月5日、都窪郡撫川町と合併し、都窪郡吉備町を新設して廃止された[1][2]。合併後、吉備町大字平野・延友・東花尻・西花尻・庭瀬・川入となる[2]。

## 産業
- 農業[2]

## 名所・旧跡
- 庭瀬城[2]